# رودولف کوزووفسکی
رودولف کوزووفسکی (لهستانی: Rudolf Kozłowski؛ زادهٔ ۱۵ ژوئیهٔ ۱۹۳۵) وزنه‌بردار اهل لهستان بود.